# Nicolaus Friedrich Härbel

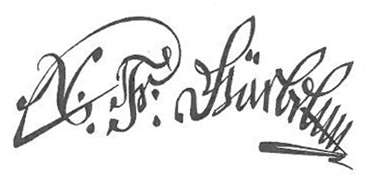
Nicolaus Friedrich Härbel

Nicolaus Friedrich Härbel (russisch Николай Фёдорович Гербель; † 1724 in Sankt Petersburg) war ein Schweizer Architekt des Barock.

## Leben
Härbel kam im August 1719 mit seiner Frau, den Töchtern Katharina (* 1710) und Christina (* 1714) und dem Sohn Rudolf (* 1716) aus Basel nach Sankt Petersburg, um in der neuen Hauptstadt eine gut bezahlte Stellung zu finden. Sogleich wurde er in der Kanzlei für städtische Angelegenheiten angestellt. Daneben wurde er nach dem Tode des Architekten Georg Johann Mattarnovi im November 1719 Ober-Architekt in der Hauptpolizeikanzlei, so dass er praktisch der erste städtische Architekt Sankt Petersburgs war. Sogleich wurde er mit der Durchführung des von Mattarnovi 1715 erarbeiteten Strassenplans für die Admiralitätsinsel mit Ausrichtung der Strassen auf den Admiralitätsturm beauftragt. Er schloss den von Mattarnovi begonnenen Bau der ersten Newa-Werft an der Fontanka gegenüber dem Sommergarten ab (nicht erhalten). Ebenso schloss er die Pantaleon-Kirche für die Werftarbeiter ab, die 1735–1739 von Iwan Kusmitsch Korobow durch eine Steinkirche ersetzt wurde. 1720 baute er an der Fontanka das Kalinkin-Arbeitshaus für eine Tapisserie-Manufaktur.
Die Bautätigkeit nahm so zu, dass Härbel 1721 in seinem Gesuch an Peter I. um einen Assistenten und weitere Mitarbeiter bat, ohne die die Aufgaben nicht erfüllt werden könnten. Härbel orientierte sich am Stil des Nicodemus Tessin des Jüngeren. Zu Härbels Assistenten gehörten Johann Friedrich Blank, Johann Jakob Schumacher, Gaetano Chiaveri und Harmen van Bol’es. 1723 baute Härbel das Komödienhaus an der Moika. Mattarnovis 1719 begonnener Winterpalast für Peter I. wurde 1723 fertiggestellt (und später durch grössere ersetzt) ebenso wie das von Mattarnovi begonnene Cruys-Haus am Ort der späteren Kleinen Eremitage, die Kunstkammer (1724) und die zweite Isaakskirche. Er baute den I. M. Golowin-Palast (nicht erhalten), den Stallhof an der Moika (1720–1723, 1817–1823 von Wassili Petrowitsch Stassow neu aufgebaut) und die zweistöckige Ausstellungshalle Ljudskije Palaty (1719–1724) mit Prunksälen mit Fliesen und Bildern aus Holland.
Im Mai 1724 erkrankte Härbel schwer, so dass Gaetano Chiaveri seine Projekte übernahm. Härbel starb und wurde auf dem Friedhof für Andersgläubige an der Samson-Kathedrale in Sankt Petersburg begraben. Härbel wurde eine Hauptperson in zwei Romanen Nestor Wassiljewitsch Kukolniks.